# Guanyin (Taoyuan)
Guanyin (chinesisch 觀音區, Pinyin Guānyīn Qū, Hakka Gon-im-sṳ, Pe̍h-ōe-jī Koan-im-khu) ist ein Bezirk im Norden der regierungsunmittelbaren Stadt Taoyuan in Taiwan.

## Lage und Geschichte
Guanyin liegt am nördlichen Rand der Stadt Taoyuan. Es liegt an der Küste der Taiwanstraße, seine Nachbarbezirke sind Dayuan und Zhongli im Osten sowie Xinwu im Westen. Das Gebiet des heutigen Bezirks wurde seit Beginn des 19. Jahrhunderts von chinesischen Einwanderern, vor allem der Volksgruppe der Hakka, besiedelt. Einer Legende zufolge fand im Jahr 1858 ein Bauer in einem Bach ein steinernes Abbild der buddhistischen Heiligen Guanyin, das bald zum Objekt gläubiger Verehrung wurde und um das herum 1860 der Fulongshan-Tempel (heutiger Name: Ganquan-Tempel) entstand. Das anliegende Dorf wurde in Anlehnung an diese Begebenheit Shi Guanyin (Steinerne Guanyin), genannt. Seit einer Gebietsreform zur Zeit der japanischen Herrschaft im Jahr 1920 heißt der Ort nur noch Guanyin.

## Bedeutung
Guanyin, bis 2014 eine eigenständige Gemeinde im Landkreis Taoyuan, ist landwirtschaftlich geprägt und zählt zu den weniger dicht besiedelten Bezirken der Millionenstadt Taoyuan. In Guanyin liegt das Tatan-Kraftwerk (auch: Dah-Tarn), Taiwans größtes konventionelles Kraftwerk und eines der fünf größten Gaskraftwerke der Welt (Stand 2014). Eine durch einen Bedienungsfehler verursachte Unterbrechung der Gasversorgung im Kraftwerk führte am 15. August 2017 in weiten Teilen der ganzen Insel Taiwan für etwa 3 Stunden zu einem Ausfall der Stromversorgung, von dem 6,7 Millionen Haushalte betroffen waren.
In jüngerer Zeit gibt es Bestrebungen, den Bezirk als touristisch populärer zu machen. Zu den Attraktionen für Besucher zählen der 1860 gegründete Ganquan-Tempel, der während der japanischen Kolonialzeit erbaute Baishajia-Leuchtturm aus dem Jahr 1901 und ein kleines Seebad mit Strand an der Küste.

## Galerie

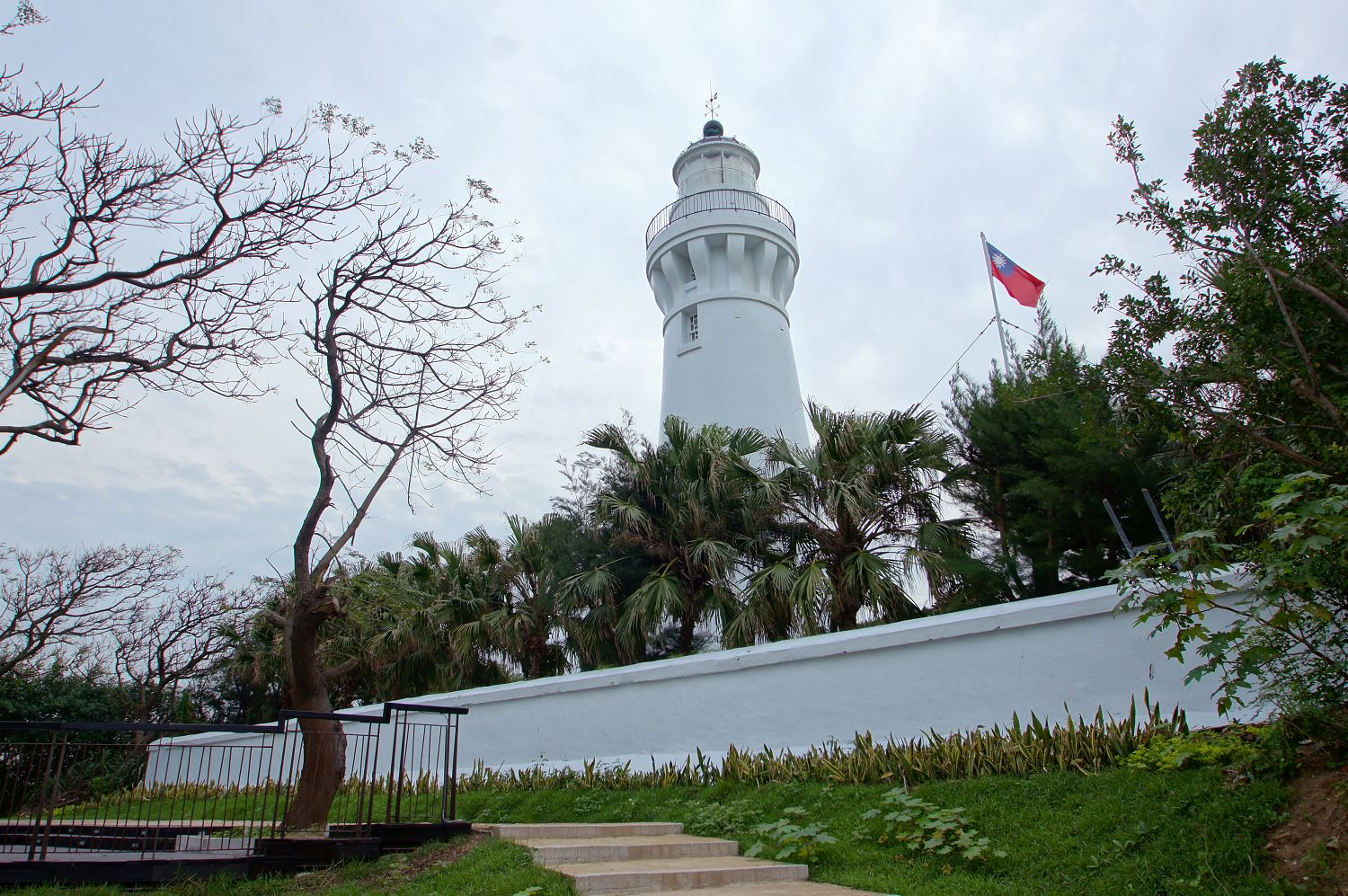
Der Baishajia-Leuchtturm
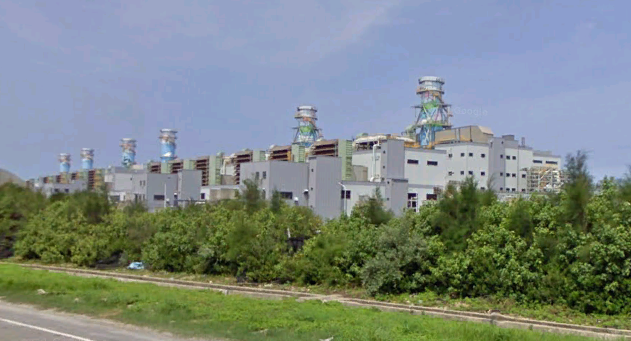
Das Tatan-Gaskraftwerk